# Emma Lazarus
Emma Lazarus (22 de julio de 1849 - 19 de noviembre de 1887) fue una poetisa judía estadounidense nacida en la ciudad de Nueva York.
Escribió, entre otras cosas, "El Nuevo Coloso", en 1883, y este soneto está actualmente grabado en una placa de bronce en una de las paredes de la base de la Estatua de la Libertad. El soneto fue solicitado por William Maxwell Evarts como una donación a una subasta realizada por la «Recaudación de Fondos para Exposiciones de Arte en Ayuda del Pedestal Bartholdi para la Estatua de la Libertad».

## Biografía
Lazarus fue la cuarta de los siete hijos de Moses Lazarus y Esther Cardozo, ambos de familias descendientes de judíos sefardíes portugueses cuyos miembros llevaban desde antiguo muy asentados en Nueva York, y estaba emparentada, a través de su madre, con Benjamin N. Cardozo. Desde temprana edad estudió literatura americana y europea, así como varios idiomas, incluyendo alemán, francés e italiano. Sus escritos atrajeron la atención de Ralph Waldo Emerson, quien mantendría correspondencia con ella hasta su deceso. 

## Carrera literaria
Lazarus editó poemas originales con numerosas adaptaciones en alemán e italiano, sobre todo las de Johann Wolfgang von Goethe y Heinrich Heine. También escribió una novela y dos obras de teatro.
Lazarus mantenía un latente judaísmo que despertó aún más después de leer la novela de George Eliot, Daniel Deronda, y que se incrementó por los pogromos de Rusia en los años 1880. Estos acontecimientos llevaron a Lazarus a escribir artículos sobre el tema y comenzar la traducción de obras de poetas judíos en idioma inglés. Los infortunios, las persecuciones, los pogromos que sufrieron los judíos Askenazí en Europa Oriental, despertaron en Emma una profunda emoción que la llevó a sugerir y ejecutar acciones de beneficencia para aquellos que, miserables, hambrientos y enfermos, llegaron en masa en el invierno de 1882 a las orillas americanas. Lazarus misma participó activamente en la prestación de educación cultural y técnica para hacer de ellos autosuficientes. 
Viajó dos veces a Europa, la primera vez en mayo de 1885 después de la muerte de su padre en marzo y nuevamente en septiembre de 1887. Regresó a la ciudad de Nueva York gravemente enferma después de su segundo viaje y falleció dos meses después, el 19 de noviembre de 1887, probablemente por la enfermedad de Hodgkin. Fue enterrada en el cementerio Beth-Olom de Brooklyn.
Es conocida como una importante precursora del movimiento sionista. De hecho, argumentó la creación de una patria judía trece años antes que Theodor Herzl comenzara a utilizar el término sionismo.

## Trabajos seleccionados
- "En la Sinagoga Judía de Newport"
- "En el Exilio"
- "Progreso y Pobreza"
- "El Nuevo Coloso"
- "Por las Aguas de Babilonia"
- "1492"
- "El Nuevo Año"
- "El Sur"
- "Venus del Louvre"